# Rubus holtonii
Rubus holtonii är en rosväxtart som beskrevs av Carl Ernst Otto Kuntze. Rubus holtonii ingår i släktet rubusar, och familjen rosväxter. Inga underarter finns listade i Catalogue of Life.